# Nikola Poposki

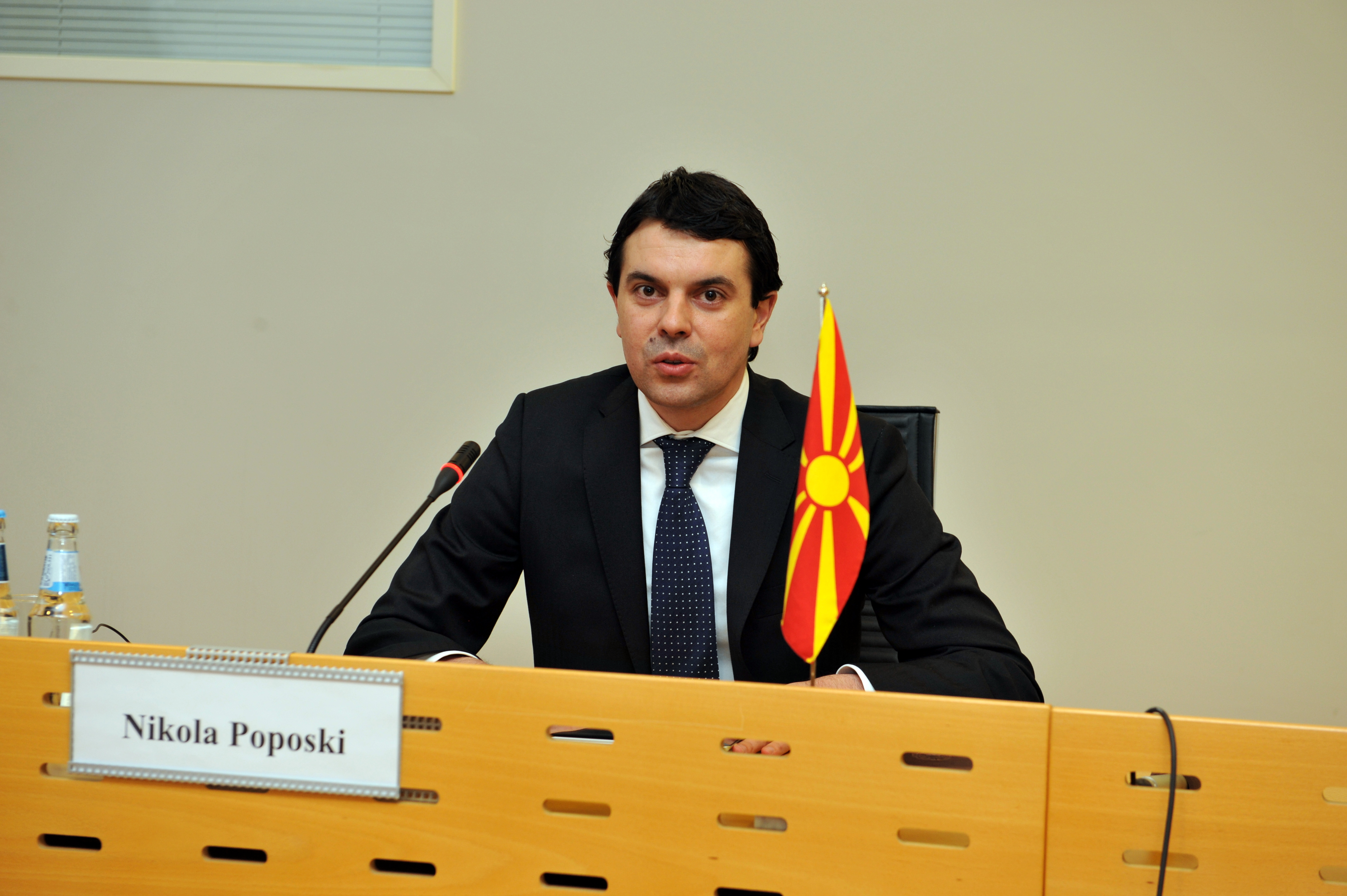
Nikola Poposki in Tallinn, 2012

Nikola Poposki (mazedonisch Никола Попоски; * 24. Oktober 1977 in Skopje) war von  2011 bis 2016 Außenminister der Republik Mazedonien.

## Leben
Poposki absolvierte sein Bachelorstudium der Wirtschaftswissenschaften an der Universität Skopje und der Universität Nizza. Seinen Master machte er 2004 an der Europauniversität Rennes sowie der Universität Skopje. 2005 erhielt er den Master of Arts in European Economic Studies am Europakolleg in Brüssel.

## Politisches Wirken
Poposki ist Mitglied der Partei VMRO-DPMNE. Er arbeitete zunächst in der mazedonischen Botschaft in Frankreich (bis 2004), ehe er 2005 als Kundenmanager zur DEPFA Bank nach Irland wechselte. Von 2006 bis 2009 war er Teamleiter des Joint Research Centre bei der Europäischen Kommission und schließlich von 2010 bis 2011 Botschafter seines Landes bei der Europäischen Union. Im Juli 2011 folgte der Wechsel in das Kabinett Gruevski als Außenminister. Als eines seiner wichtigsten Ziele sah er die Lösung des Namensstreits mit Griechenland. Während der Flüchtlingskrise in Europa ab 2015 verantwortete er die Schließung der Westbalkanroute über Mazedonien.